# Hlohovsko-zaháňská větev Piastovců
Hlohovsko-zaháňská větev Piastovců patřila mezi větve rozrodu slezských Piastovců. Patřila k významným slezským knížecím rodům. Jejím zakladatelem byl Konrád I. Hlohovský, syn Jindřicha II. Zbožného. 
Po smrti Jindřicha II. na bitevním poli u Lehnice si jeho synové rozdělili dolnoslezské knížectví na části. Konrád získal Hlohovsko, nacházející se v severozápadní části Dolního Slezska. V dobách svého největšího územního rozmachu dosahovala moc hlohovských knížat na území až k 39 000 km². Postupem doby se z hlohovsko-zaháňské větve vyčlenila samostatná větev olešnická.
Posledním mužským členem této větve byl Jan II. Šílený, ženským pak jeho dcera Anna Zaháňská.

## Rodokmen
- Konrád I. Hlohovský († 1273/74)
  - Přemek Stínavský († 1289)
  - Konrád II. Hrbatý († 1304)
  - Jindřich III. Hlohovsko-Zaháňský († 1309)
    - Jindřich IV. Věrný († 1342)
      - Jindřich V. Železný († 1369)
        - Jindřich VI. Starší († 1393)
        - Jindřich VII. Střední († 1394/95)
        - Jindřich VIII. Mladší († 1397)
          - Jan I. Zaháňský († 1439)
            - Baltazar Zaháňský († 1472)
            - Rudolf Zaháňský († 1454)
            - Václav Zaháňský († 1488)
            - Jan II. Šílený († 1504), poslední mužský člen

          - Jindřich IX. Starší († 1467)
            - Jindřich XI. Hlohovsko-Krosenský († 1476), poslední mužský člen hlohovské větve

          - Jindřich X. Mladší († 1423)
          - Václav Krosenský († 1430/31)

        - Hedvika Zaháňská – polská královna, manželka Kazimíra III. Velikého

    - Konrád I. Olešnický († 1366) » olešnická větev
    - Boleslav Olešnický († 1321)
    - Jan Hlohovsko-Stínavský († 1365)
    - Přemek Hlohovský († 1331)